# David Cushing
David Henry Cushing FRS (* 14. März 1920 in Alnwick, Northumberland; † 14. März 2008 in Lowestoft, Suffolk) war ein britischer Fischereibiologe.
Cushing entwickelte die These vom Ecological Mismatch (match/mismatch hypothesis) und beschrieb diese anhand der Veränderung von Fischbeständen in Zusammenhang mit der Klimaerwärmung. Im Gegensatz zu anderen Fischereibiologen wie Daniel Pauly und Carl J. Walters vertrat Cushing die damals noch anerkannte These, dass Fischbestände bis zum Kollaps genutzt werden könnten.